# Alveolopalatális, zöngés réshang
Az alveolopalatális, zöngés réshang egyes beszélt nyelvekben használt mássalhangzó. A nemzetközi fonetikai ábécé (IPA) e hangot a ʑ jellel jelöli (z hurokkal, akárcsak zöngétlen megfelelője, a ɕ), X-SAMPA-jele pedig z\. A magyar zs betű által jelölt /ʒ/ hang selypített változatával közelíthető.

## Jellemzői

A /[ɕ, ʑ]/ alveolopalatális réshangok képzése

Az alveolopalatális, zöngés réshang jellemzői:
- Képzésmódja réshang, vagyis létrehozásakor a légáramlat egy szűk csatornába (résbe) terelődik a képzéshelyen, s ott légörvényt kelt.
- Képzéshelye alveolopalatális, más szóval palatalizált laminális posztalveoláris, vagyis a nyelv elejét a fogmeder mögé illesztve, a hátát (közepét) pedig a kemény szájpadláshoz emelve képződik.
- Zöngésségi típusa zöngés, így a képzése során rezegnek a hangszalagok.
- Orális mássalhangzó, azaz a levegő a szájon át tudja elhagyni a beszédképző szerveket.
- Centrális mássalhangzó, tehát a légáram a nyelv közepénél halad át, nem pedig a szélénél.
- Légáram-mechanizmusa pulmonikus egresszív, vagyis a levegőt pusztán a tüdővel és a rekeszizommal kilélegezve képezhető, akárcsak a legtöbb más beszédhang.

## Előfordulása
| Nyelv     | Nyelv     | Szó       | IPA                       | Jelentés    | Jegyzet                                                                           |
| --------- | --------- | --------- | ------------------------- | ----------- | --------------------------------------------------------------------------------- |
| abház     | abház     | ятӀэ      | [aˈʑa]                    | ’nyúl’      |                                                                                   |
| alsószorb | alsószorb | źasety    | [ʑasɛtɨ]                  | ’tizedik’   |                                                                                   |
| kabard    | kabard    | лIыжь     | [ɬʼɪʑ]                    | ’öregember’ |                                                                                   |
| japán     | japán     | 火事/kaji | [kaʑi]                    | ’tűz’       | Magánhangzók közt szabad váltakozásban a [dʲʑ] hanggal. L. japán hangtan          |
| katalán   | katalán   | ajut      | [əˈʑut]                   | ’segítség’  | L. katalán hangtan                                                                |
| kínai     | déli min  | 今仔日    | [kɪn˧˧a˥˥ʑɪt˥˥]           | ’ma’        |                                                                                   |
| lengyel   | lengyel   | źrebię    | [ˈʑrɛbʲɛ̃] (segítség·infó) | ’csikó’     | A <zi> kettős betű is jelölheti. L. lengyel hangtan                               |
| orosz     | orosz     | езжу      | [ˈjeʑːu]                  | ’vezetek’   | A legtöbb beszélőnél. Rendszerint <жж> vagy <зж> betűkkel írják. L. orosz hangtan |
| yi        | yi        | ꑳ/yi     | [ʑi˧]                     | ’dohány’    |                                                                                   |